# Riacho Palmeira
O Riacho Palmeira é um riacho (um pequeno rio) brasileiro que banha o estado da Paraíba.